# Trachypithecus poliocephalus
El langur o lutung de cabeza blanca (Trachypithecus poliocephalus) es una especie de primate catarrino de la familia Cercopithecidae que habita en la isla Cat Ba, Vietnam (T. p. poliocephalus).

## Subespeciesy distribución
Anteriormente, se habían considerado dos subespecies reconocidas, distribuidas de la siguiente manera:
- T. poliocephalus poliocephalus (llamado langur de cabeza dorada o langur de Cat Ba): su distribución se restringe a la isla Cat Ba ubicada en la bahía de Ha Long en la costa noreste de Vietnam. Su territorio consta de aproximadamente 100 km², principalmente dentro del parque nacional Cat Ba. Habita entre los 70 y 100 m s. n. m.
- T. poliocephalus leucocephalus (ahora Trachypithecus leucocephalus): se encuentra en la provincia de Guangxi al sudeste de China, en áreas aisladas desde el condado de Dushan desde el norte hasta el río Zuo. La posición taxonómica de la subespecie T. p. leucocephalus era poco clara. Se le consideró una población parcialmente albina de langur de Francois (T. francoisi ),[4] o una especie aparte (T. leucocephalus ), o una subespecie, T. poliocephalus leucocephalus .[2]  Desde el 2001, autores como Colin P. Groves (2001, 2007), Tilo Nadler (2013) y Christian Roos et al. (2014) argumentaron su ascenso al rango de especie como Trachypithecus leucocephalus.[3]

## Características
Ambas subespecies son similares, pero la corona, mejillas y nuca son amarillentas en la subespecie T. p. poliocephalus, rasgo que en la subespecie T. p. leucocephalus es blanco. El resto del cuerpo en los adultos es de color marrón o café y los infantes son de color naranja brillante.
Los individuos de la especie miden entre 50 y 60 cm, y un peso de entre 15 y 20 kg. Como los otros langures, la cola es larga, no prensil y mide entre 82 y 89 cm, manos y pies delgados, estómago saculado y glándulas salivales grandes para digerir los vegetales. Son animales diurnos y arborícolas, se asocian en grupos que promedian 4 o 5 individuos. Dan a luz una sola cría por vez y la época de apareamiento probablemente ocurre en abril. Su dieta se compone principalmente de hojas, pero puede consumir también brotes, flores, cortezas y algunas frutas.

## Conservación
La UICN considera la especie en peligro crítico de extinción a causa de un declive poblacional del 80% en tres generaciones, debido a la caza y pérdida de hábitat. La subespecie T. p. poliocephalus se incluye entre Los 25 primates en mayor peligro del mundo.